# Mandahuas Alto
Mandahuas Alto es una localidad peruana ubicada en el distrito de Paramonga, perteneciente a la provincia de Barranca del departamento de Lima, en la costa central del Perú. 

## Ubicación
Mandahuas Alto se ubica al oeste de la provincia de Barranca, en el distrito de Paramonga, en el departamento de Lima.

## Demografía
En 2017 Mandahuas Alto tenía una población de 7 habitantes.
| Gráfica de evolución demográfica de Mandahuas Alto entre 1993 y 2017 |
|                                                                      |
| Fuentes: Población 1993 y 2017                                       |